# Trần Đình Hoan
Trần Đình Hoan (* 20. Oktober 1939 in Kim Động, Hưng Yên; † 25. März 2010 in Hanoi) war ein vietnamesischer Politiker.

## Biografie
Nach dem Schulbesuch in seiner Heimatstadt Hưng Yên war er zwischen 1965 und 1975 Mitarbeiter im Arbeitsministerium in der Abteilung für die Verwaltung menschlicher Ressourcen und später des Komitees der Kommunistischen Partei Vietnams (KPV). Im Anschluss absolvierte er ein Studium in Ungarn und schloss dieses mit der Promotion ab.
Nach seiner Rückkehr wurde er 1981 wieder Mitarbeiter im Arbeitsministerium und wurde im November 1983 zum Vizearbeitsminister ernannt. Im Januar 1988 erfolgte seine Berufung zum Vizeminister für Arbeit, Invaliden und Soziales und war als solcher auch für das Institut für Arbeitsmarktforschung zuständig.
Zwischen April 1989 und Dezember 1997 war er schließlich als Nachfolger von Nguyễn Kỳ Cẩm selbst Minister für Arbeit, Invaliden und Soziales. Zugleich wurde er 1996 zum Außerordentlichen Professor ernannt.
Daneben wurde er 1991 Mitglied des Zentralkomitees (ZK) der KPV und gehörte diesem bis 2006 an. Nach seinem Ausscheiden als Minister wurde er 1998 Mitglied des Sekretariats des ZK. Daneben war er von 2001 bis 2006 nach dem IX. Parteitag der KPV Mitglied des Politbüros des ZK. Zugleich war er zunächst von April bis Juli 2001 Sekretär des ZK der KPV und dann im Juli 2001 Sekretär für die Zentrale Organisation sowie Direktor der Nationalen Politischen Akademie in Ho-Chi-Minh-Stadt, dem heutigen Institut für politische Landesverwaltung.
Außerdem war er zeitweise Vorsitzender der Parlamentarischen Freundschaftsgesellschaften Vietnam-Japan sowie Vietnam-Ungarn.
Für seine politischen Verdienste wurde er mehrfach ausgezeichnet und erhielt unter anderem die Unabhängigkeitsmedaille (Huân chương Độc lập), die Arbeitsmedaille (Huân chương Kháng chiến) und die Widerstandsmedaille (Huân chương Kháng chiến).